# (37784) 1997 SY2
1997 SY2 (asteroide 37784) é um asteroide da cintura principal. Possui uma excentricidade de 0.15832600 e uma inclinação de 3.90858º.
Este asteroide foi descoberto no dia 23 de setembro de 1997 por Farra d'Isonzo em Farra d'Isonzo.